# Hinckley Rock
Hinckley Rock är en kulle i Antarktis. Den ligger i Västantarktis. Argentina, Chile och Storbritannien gör anspråk på området. Toppen på Hinckley Rock är 1 007 meter över havet.
Terrängen runt Hinckley Rock är platt åt sydost, men åt nordväst är den kuperad. Trakten är obefolkad. Det finns inga samhällen i närheten.